# Liste des châteaux de Loir-et-Cher
Cet article recense de manière non exhaustive les châteaux (de défense ou d'agrément), maisons fortes, mottes castrales, situés dans le département français du Loir-et-Cher. Il est fait état des inscriptions et classements au titre des monuments historiques.

## Liste

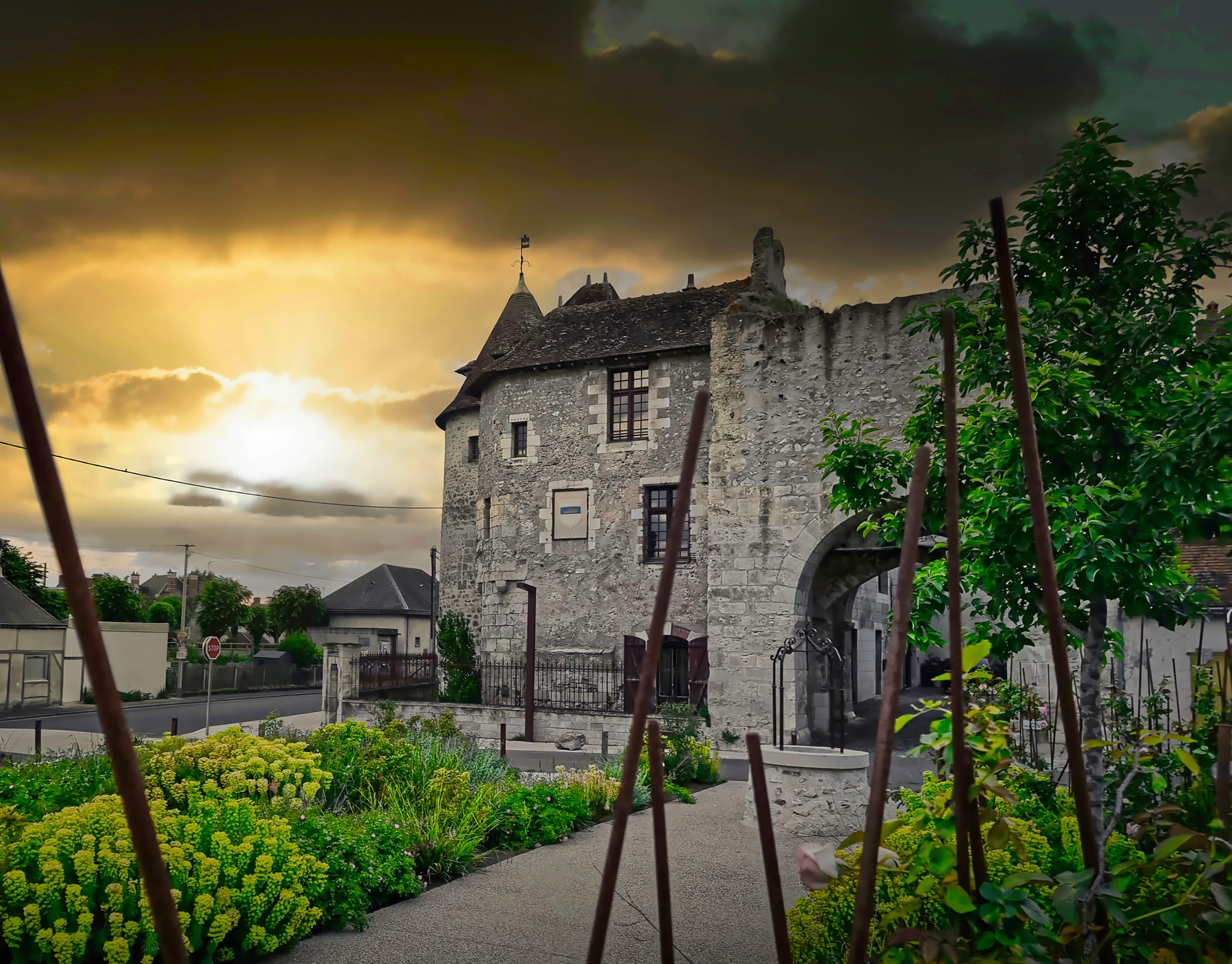
Prieuré de Bénédictines de 1226

| Icône            | Signification    | Abréviations             | Abréviations                  | Abréviations             | Abréviations           |
| ---------------- | ---------------- | ------------------------ | ----------------------------- | ------------------------ | ---------------------- |
| Château fort     | Château fort     | = Bastide                | = Ferme fortifiée             | = Maison forte           | = (Néo-)Palladianisme  |
| Renaissance      | Renaissance      | = Château gascon         | = Folie (montpelliéraine)     | = Manoir, Gentilhommière | = Résidence épiscopale |
| Domaine viticole | Domaine viticole | = Classicisme, classique | = Forteresse, fort(ification) | = Maison (noble)         | = Style Beaux-Arts     |
| Palais           | Palais           | = Commanderie            | = Gothique (flamboyant)       | = Néo-baroque            | = Style Second Empire  |
| Ruine ou disparu | Ruine, disparu   | = Château pinardier      | = Hôtel particulier           | = Néo-classique          | = Style italianisant   |
|                  |                  | = Demeure seigneuriale   | ... = Style Louis XII...XVI   | = Néo-gothique           | = Style troubadour     |
|                  |                  | = Éclectisme             | = Logis (seigneurial)         | = Néo-Renaissance        | = Villa (de Nice)      |
| Baroque, rococo  | Baroque, rococo  | = Édifice religieux      | = Motte castrale/féodale      | = Pavillon de chasse     | = Styles du XXe siècle |

| Type                                                         | Château                                        | Commune                                       | Protection | Notes | Coordonnées                 | Illustration |
| ------------------------------------------------------------ | ---------------------------------------------- | --------------------------------------------- | --- | --- | --------------------------- | ------------ |
| Néo-classique                                                | Château d'Amoy Trégy                           | Vouzon                                        | Notice no IA00011883 | XIXe siècle | 47° 37′ 38″ N, 2° 00′ 52″ E |              |
| Château fort · Classicisme, classique                        | Château d'Avaray                               | Avaray                                        | Inscrit MH (1955) · Notice no PA00098327 · Notice no IA41000256                                                                        | Moyen Âge, XVIIe et XVIIIe siècles XIXe siècle | 47° 43′ 15″ N, 1° 33′ 41″ E |              |
|                                                              | Château de la Barboire                         | Saint-Laurent-Nouan                           | | |                             |              |
|                                                              | Château des Basses Fontaines                   | Crouy-sur-Cosson                              | | |                             |              |
| Néo-classique                                                | Château de Beaumont                            | Mer                                           | | XIXe siècle | 47° 43′ 28″ N, 1° 31′ 38″ E |              |
| Château fort · Édifice religieux                             | Prieuré de Bénédictines (monastère de Monesto) | Mennetou sur Cher                             | Classé MH (1907) · Notice no IA00012751 · Notice no PA00098482                                                                         | Moyen Âge, XIIIe et XVIIIe siècles | 47° 16′ 08″ N, 1° 52′ 03″ E |              |
|                                                              | Château du petit Beaumont                      | Cour-Cheverny                                 | | |                             |              |
| Renaissance                                                  | Château de Beauregard                          | Cellettes                                     | Classé MH (1840) · Inscrit MH (1993) · Notice no PA00098404 · Notice no IA41000262                                                     | XVIe et XVIIe siècles, XIXe siècle, jardin d'agrément, parc | 47° 32′ 13″ N, 1° 23′ 03″ E |              |
| Néo-classique                                                | Château de Bel-Air                             | Saint-Ouen                                    | | | 47° 49′ 07″ N, 1° 04′ 15″ E |              |
|                                                              | Château de la Bijourie                         | Cour-Cheverny                                 | | |                             |              |
| Gothique (flamboyant) · Renaissance · Classicisme, classique | Château de Blois                               | Blois                                         | Classé MH (1840, 1886) · Notice no PA00098337 · Notice no IA00141119                                                                   | Moyen Âge, XVIe et XVIIe siècles, XVIIIe et XIXe siècles, château royal                                                                                               | 47° 35′ 09″ N, 1° 19′ 50″ E |              |
| Manoir, gentilhommière                                       | Château du Bois Guillot                        | Mesland                                       | | | 47° 31′ 43″ N, 1° 06′ 47″ E |              |
|                                                              | Château de Bois Rabot                          | Pierrefitte-sur-Sauldre                       | | |                             |              |
|                                                              | Château de Bois Renard                         | Saint-Laurent-Nouan                           | | |                             |              |
|                                                              | Château de la Boissière                        | Cellettes                                     | | |                             |              |
|                                                              | Château de la Borde                            | Saint-Denis-sur-Loire                         | | |                             |              |
| Manoir, gentilhommière                                       | Château des Bordes                             | Pontlevoy                                     | Notice no PA41000008 | XVIIIe siècle | 47° 24′ 41″ N, 1° 13′ 34″ E |              |
| Château fort · Classicisme, classique                        | Château du Breuil                              | Cheverny                                      | | XVe siècle, XVIIe et XVIIIe siècles, Hôtel-Restaurant | 47° 28′ 44″ N, 1° 25′ 58″ E |              |
| Château fort · Renaissance · Ruine ou disparu                | Château de Bury                                | Valencisse (Molineuf)                         | Inscrit MH (1926) · Notice no PA00098492                                                                                               | XVIe siècle | 47° 33′ 56″ N, 1° 12′ 13″ E |              |
|                                                              | Château de Cerçay                              | Nouan-le-Fuzelier                             | | |                             |              |
| Renaissance                                                  | Château de Chalay                              | Montoire-sur-le-Loir (Saint-Quentin-lès-Troo) | Inscrit MH (1991, 2007) · Notice no PA00098665                                                                                         | XVIe et XIXe siècles | 47° 46′ 42″ N, 0° 49′ 14″ E |              |
| Château fort · Renaissance · Pavillon de chasse              | Château de Chambord                            | Chambord                                      | Classé MH (1840, 1997, 1999) · Notice no PA00098405 · Notice no IA00012827 · Notice no IA41000265 · Patrimoine mondial (1981) · UNESCO | Moyen Âge, XVIe et XVIIe siècles, XVIIIe et XIXe siècles, château royal, jardin d'agrément, parc de chasse, probablement conçu par Léonard de Vinci pour François Ier | 47° 36′ 58″ N, 1° 31′ 01″ E |              |
| Logis                                                        | Château de Chantecaille                        | Mer                                           | Inscrit MH (1985) · Notice no PA00098484                                                                                               | XVe et XVIIe siècles | 47° 41′ 55″ N, 1° 31′ 22″ E |              |
|                                                              | Château de la Châtaigneraie                    | Nouan-le-Fuzelier                             | | |                             |              |
| Château fort · Renaissance                                   | Château de Chaumont-sur-Loire                  | Chaumont-sur-Loire                            | Classé MH (1840, 1937, 1955) · Notice no PA00098410 · Notice no IA41000263                                                             | XVe et XVIe siècles, XIXe siècle | 47° 28′ 45″ N, 1° 10′ 54″ E |              |
| Néo-classique                                                | Château de la Chauvellerie                     | Neung-sur-Beuvron                             | Notice no IA00012186 | XIXe siècle | 47° 31′ 56″ N, 1° 48′ 37″ E |              |
| Château fort · Renaissance                                   | Château de Chémery                             | Chémery                                       | Inscrit MH (1926) · Notice no PA00098412                                                                                               | XVe et XVIe siècles | 47° 20′ 43″ N, 1° 28′ 48″ E |              |
| Néo-classique                                                | Château du Chenays                             | Vouzon                                        | Notice no IA00011891 | XIXe siècle | 47° 37′ 19″ N, 2° 06′ 04″ E |              |
|                                                              | Château de la Chesnaie                         | Chailles                                      | | |                             |              |
| Manoir, gentilhommière · Renaissance · Style Louis XIV       | Château de Cheverny                            | Cheverny                                      | Inscrit MH (1926, 2008) · Classé MH (2010) · Notice no PA00098413                                                                      | XVIe et XVIIe siècles, XVIIIe et XIXe siècles | 47° 30′ 01″ N, 1° 27′ 29″ E |              |
|                                                              | Château de Chitenay                            | Chitenay                                      | | |                             |              |
|                                                              | Château du Corvier                             | Vouzon                                        | | |                             |              |
| Renaissance · Néo-classique                                  | Château de Cour-sur-Loire                      | Cour-sur-Loire                                | Inscrit MH (1961, 1993) · Notice no PA00098425                                                                                         | XVe et XVIe siècles XVIIIe et XIXe siècles | 47° 39′ 01″ N, 1° 25′ 34″ E |              |
| Manoir, gentilhommière                                       | Château de Courbouzon                          | Courbouzon                                    | | | 47° 42′ 52″ N, 1° 32′ 49″ E |              |
| Manoir, gentilhommière                                       | Château de Diziers                             | Suèvres                                       | | | 47° 40′ 47″ N, 1° 27′ 38″ E |              |
| Motte castrale ou féodale · Classicisme, classique           | Château de Droué                               | Droué                                         | Inscrit MH (2004) · Classé MH (2007) · Notice no PA41000031                                                                            | Moyen Âge, XVIIe et XIXe siècles | 48° 02′ 13″ N, 1° 04′ 35″ E |              |
|                                                              | Château de Falase                              | Souesmes                                      | | |                             |              |
|                                                              | Château de la Favorite                         | Cour-Cheverny                                 | | |                             |              |
| Motte castrale ou féodale · Renaissance · Néo-gothique       | Château de La Ferté-Imbault                    | La Ferté-Imbault                              | Inscrit MH (1989) · Notice no PA00098437 · Notice no IA00011929                                                                        | Moyen Âge, XVIe et XVIIe siècles, XIXe siècle | 47° 23′ 16″ N, 1° 57′ 27″ E |              |
| Néo-classique                                                | Château des Fontaines                          | Saint-Ouen                                    | | | 47° 49′ 09″ N, 1° 04′ 57″ E |              |
|                                                              | Château des Fontaines                          | Nouan-le-Fuzelier                             | | |                             |              |
|                                                              | Château de Fossé                               | Fossé                                         | | |                             |              |
| Château fort · Renaissance                                   | Château de Fougères-sur-Bièvre                 | Fougères-sur-Bièvre                           | Classé MH (1912) · Notice no PA00098444                                                                                                | XIe et XVe siècles, XVIe siècle | 47° 26′ 52″ N, 1° 20′ 37″ E |              |
| Classicisme, classique                                       | Château du Fresne                              | Authon                                        | Classé MH (1961) · Inscrit MH (2007) · Notice no PA00098325 · Notice no IA41000257                                                     | XVIIe et XVIIIe siècles | 47° 39′ 58″ N, 0° 52′ 40″ E |              |
| Château fort · Ruine ou disparu                              | Château de Fréteval                            | Fréteval                                      | Inscrit MH (1926) · Notice no PA00098446                                                                                               | Moyen Âge | 47° 53′ 07″ N, 1° 12′ 41″ E |              |
|                                                              | Château de Geloux                              | Saint-Laurent-Nouan                           | | |                             |              |
| Classicisme, classique                                       | Château la Grillère                            | Vouzon                                        | Notice no IA00011895 | XVIIe siècle | 47° 40′ 23″ N, 2° 05′ 39″ E |              |
| Classicisme, classique                                       | Château des Grotteaux                          | Huisseau-sur-Cosson                           | Inscrit MH (1954, 1997) · Notice no PA00098454 · Notice no IA00012874                                                                  | XVIIe et XIXe siècles | 47° 35′ 06″ N, 1° 25′ 16″ E |              |
| Renaissance · Néo-classique                                  | Château du Gué-Mulon                           | Neung-sur-Beuvron                             | Notice no IA00012190 | XVIe et XVIIe siècles, XIXe siècle | 47° 32′ 19″ N, 1° 48′ 16″ E |              |
| Renaissance                                                  | Château du Gué-Péan                            | Monthou-sur-Cher                              | Classé MH (1980) · Notice no PA00098499                                                                                                | XVIe et XVIIe siècles, XVIIIe siècle | 47° 21′ 00″ N, 1° 19′ 08″ E |              |
|                                                              | Château d'Herbault                             | Herbault                                      | | |                             |              |
| Renaissance                                                  | Château d'Herbault-en-Sologne                  | Neuvy                                         | Inscrit MH (1942) · Notice no PA00098529 · Notice no IA00012923 · Notice no IA41000254                                                 | XVIe et XVIIIe siècles | 47° 32′ 59″ N, 1° 34′ 18″ E |              |
| Néo-gothique                                                 | Château d'Herbilly (La Grand'Cour)             | Mer                                           | | Résidence du Maréchal Maunoury | 47° 42′ 34″ N, 1° 32′ 11″ E |              |
|                                                              | Château de l'Isle Vert                         | Valloire-sur-Cisse (Chouzy-sur-Cisse)         | | |                             |              |
|                                                              | Château de Joubert                             | Saint-Laurent-Nouan                           | | |                             |              |
| Manoir, gentilhommière                                       | Château de Laleu                               | Pontlevoy                                     | | | 47° 24′ 10″ N, 1° 12′ 14″ E |              |
| Classicisme, classique                                       | Château de Laloin (Lalouin, Laloint)           | Suèvres                                       | | XVIIe siècle | 47° 40′ 03″ N, 1° 27′ 01″ E |              |
| Classicisme, classique                                       | Château de Launoy (Launois)                    | Souvigny-en-Sologne                           | | Résidence du Eugène Labiche | 47° 38′ 58″ N, 2° 09′ 42″ E |              |
| Château fort · Ruine ou disparu                              | Château de Lavardin                            | Lavardin                                      | Classé MH (1945) · Notice no PA00098461                                                                                                | Moyen Âge | 47° 44′ 28″ N, 0° 53′ 01″ E |              |
|                                                              | Château du Logis                               | Saint-Bohaire                                 | | |                             |              |
|                                                              | Château de Lutaine                             | Cellettes                                     | | |                             |              |
| Classicisme, classique                                       | Château de Marcheval                           | Neung-sur-Beuvron                             | | | 47° 29′ 33″ N, 1° 46′ 06″ E |              |
| Château fort · Manoir, gentilhommière                        | Château de Matval                              | Bonneveau                                     | Inscrit MH (1971, 2009) · Notice no PA00098394                                                                                         | XIIIe et XIVe siècles, XVe siècle | 47° 48′ 49″ N, 0° 44′ 50″ E |              |
| Classicisme, classique                                       | Château de Menars                              | Menars                                        | Classé MH (1949, 1986) · Notice no PA00098477                                                                                          | XVIIe et XVIIIe siècles | 47° 38′ 19″ N, 1° 24′ 38″ E |              |
| Château fort · Renaissance                                   | Château de la Ménaudière                       | Chissay-en-Touraine                           | Inscrit MH (1963) · Notice no PA00098415                                                                                               | XVe et XVIe siècles, XVIIe et XIXe siècles | 47° 20′ 13″ N, 1° 08′ 11″ E |              |
|                                                              | Château du Mont Collier                        | Villeny                                       | | |                             |              |
|                                                              | Château du Mont Suzey                          | Yvoy-le-Marron                                | | |                             |              |
|                                                              | Château de Montévran                           | Chaumont-sur-Tharonne                         | | |                             |              |
|                                                              | Château de Montfranc                           | Pierrefitte-sur-Sauldre                       | | |                             |              |
| Château fort · Pavillon de chasse · Ruine ou disparu         | Château de Montfrault                          | Chambord                                      | | Moyen Âge | 47° 35′ 22″ N, 1° 35′ 47″ E |              |
| Château fort · Ruine ou disparu                              | Château des Montils                            | Les Montils                                   | | Moyen Âge | 47° 29′ 41″ N, 1° 17′ 49″ E |              |
|                                                              | Château de Montlivault                         | Montlivault                                   | | |                             |              |
| Château fort · Ruine ou disparu                              | Château de Montoire-sur-le-Loir                | Montoire-sur-le-Loir                          | Classé MH (1862) · Notice no PA00098507                                                                                                | Moyen Âge | 47° 44′ 59″ N, 0° 51′ 26″ E |              |
| Château fort · Ruine ou disparu                              | Château de Montrichard                         | Montrichard                                   | Classé MH (1877) · Notice no PA00098513                                                                                                | Moyen Âge | 47° 20′ 37″ N, 1° 11′ 10″ E |              |
|                                                              | Château de la Motte                            | Chaumont-sur-Tharonne                         | | |                             |              |
|                                                              | Château de la Motte                            | Seur                                          | | |                             |              |
|                                                              | Château de la Motte Bel-Air                    | Saint-Laurent-Nouan                           | | |                             |              |
| Château fort · Renaissance                                   | Château du Moulin                              | Lassay-sur-Croisne                            | Inscrit MH (1926) · Classé MH (1927) · Notice no PA00098459 · Notice no IA00012601 · Notice no IA41000253                              | XVe et XVIe siècles | 47° 22′ 09″ N, 1° 36′ 34″ E |              |
| Classicisme, classique                                       | Château de Moulins                             | Landes-le-Gaulois                             | | | 47° 39′ 34″ N, 1° 12′ 30″ E |              |
| Classicisme, classique                                       | Château de Nanteuil                            | Huisseau-sur-Cosson                           | | XVIIIe siècle | 47° 34′ 46″ N, 1° 24′ 36″ E |              |
|                                                              | Château de Nozieux                             | Saint-Claude-de-Diray                         | | |                             |              |
| Château fort · Ruine ou disparu                              | Château d'Onzain                               | Onzain (Veuzain-sur-Loire)                    | | Moyen Âge et Renaissance | 47° 30′ 04″ N, 1° 10′ 29″ E |              |
|                                                              | Château d'Ornay                                | Cellettes                                     | | |                             |              |
| Néo-gothique                                                 | Château d'Ortie (Ortie)                        | Salbris                                       | « Photo », notice no AP67L04744 « Photo », notice no AP67L04745                                                                        | | 47° 27′ 36″ N, 2° 04′ 36″ E |              |
|                                                              | Château de Pezay                               | Marolles                                      | | |                             |              |
| Classicisme, classique                                       | Château de la Pigeonnière                      | Chailles                                      | Inscrit MH (1989) · Notice no PA00098661                                                                                               | XVIIe et XIXe siècles | 47° 31′ 47″ N, 1° 18′ 01″ E |              |
| Classicisme, classique                                       | Château du Plessis-Fortia                      | Huisseau-en-Beauce                            | Inscrit MH (1953) · Notice no PA00098449 · Notice no IA41000266                                                                        | XVIIe siècle | 47° 42′ 39″ N, 1° 00′ 19″ E |              |
| Classicisme, classique                                       | Château du Plessis-Villelouët                  | Chailles                                      | Inscrit MH (2006) · Notice no PA41000042                                                                                               | XVIe et XVIIe siècles, XVIIIe et XIXe siècles | 47° 31′ 47″ N, 1° 18′ 01″ E |              |
| Manoir, gentilhommière · Renaissance                         | Château de la Possonnière (Château de Ronsard) | Vallée-de-Ronsard                             | Classé MH (1862) · Notice no PA00098428 · Maisons des Illustres (2019)                                                                 | XVIe siècle | 47° 44′ 48″ N, 0° 41′ 32″ E |              |
| Néo-classique                                                | Château du Puys                                | Vouzon                                        | Notice no IA00011896 | XIXe siècle | 47° 39′ 27″ N, 2° 04′ 57″ E |              |
| Château fort · Néo-classique                                 | Château de Rivaulde                            | Salbris                                       | Inscrit MH (2006) · Notice no PA41000035                                                                                               | Moyen Âge, XIXe et XXe siècles | 47° 26′ 17″ N, 2° 04′ 20″ E |              |
| Renaissance · Néo-classique                                  | Château de Rochambeau                          | Thoré-la-Rochette                             | Inscrit MH (1969, 2000) · Notice no PA00098620                                                                                         | XVIe et XVIIIe siècles, XIXe siècle | 47° 47′ 47″ N, 0° 58′ 55″ E |              |
|                                                              | Château de la Rougellerie                      | Chaumont-sur-Tharonne                         | | |                             |              |
| Néo-classique                                                | Château des Ruets                              | Vouzon                                        | Notice no IA00011899 | XIXe siècle | 47° 39′ 44″ N, 2° 03′ 25″ E |              |
| Château fort · Classicisme, classique                        | Château de Saint-Agil                          | Saint-Agil                                    | Inscrit MH (1926) · Notice no PA00098561                                                                                               | Moyen Âge, XVIIIe siècle | 48° 02′ 01″ N, 0° 55′ 35″ E |              |
| Château fort · Renaissance                                   | Château de Saint-Aignan                        | Saint-Aignan                                  | Inscrit MH (1946) · Notice no PA00098563                                                                                               | Moyen Âge, XVIe et XVIIe siècles | 47° 16′ 11″ N, 1° 22′ 29″ E |              |
|                                                              | Château de Saint-Bohaire                       | Saint-Bohaire                                 | | |                             |              |
| Château fort · Renaissance · Classicisme, classique          | Château de Saint-Denis-sur-Loire               | Saint-Denis-sur-Loire                         | Inscrit MH (1948) · Classé MH (1988) · Notice no PA00098574                                                                            | Moyen Âge, XVIe et XVIIe siècles, XVIIIe siècle | 47° 37′ 28″ N, 1° 23′ 18″ E |              |
|                                                              | Château de Saint-Gervais                       | Saint-Gervais-la-Forêt                        | | |                             |              |
| Édifice religieux · Classicisme, classique                   | Château de Saint-Martin                        | Landes-le-Gaulois                             | | Moyen Âge, XVIIe et XIXe siècles | 47° 39′ 16″ N, 1° 11′ 00″ E |              |
| Néo-classique                                                | Château de Saint-Ouen                          | Saint-Ouen                                    | | | 47° 48′ 28″ N, 1° 04′ 24″ E |              |
|                                                              | Château de la Saulot                           | Salbris                                       | | |                             |              |
| Néo-classique                                                | Château de Saumery                             | Huisseau-sur-Cosson                           | | |                             |              |
| Château fort · Renaissance                                   | Château de Selles-sur-Cher                     | Selles-sur-Cher                               | Classé MH (1985) · Notice no PA00098597 · Notice no IA00012639                                                                         | XIIIe et XVIe siècles, XVIIe siècle | 47° 16′ 30″ N, 1° 32′ 58″ E |              |
|                                                              | Château de Souesmes                            | Souesmes                                      | | |                             |              |
| Château fort · Renaissance                                   | Château de Talcy                               | Talcy                                         | Classé MH (1908, 2005) · Inscrit MH (2004) · Notice no PA00098615 · Jardin remarquable                                                 | Moyen Âge, XVIe et XVIIIe siècles | 47° 46′ 10″ N, 1° 26′ 40″ E |              |
|                                                              | Château de Toisy                               | La Chapelle-Vendômoise                        | | |                             |              |
|                                                              | Château de la Touche                           | Yvoy-le-Marron                                | | |                             |              |
| Classicisme, classique                                       | Château de La Touchette                        | Neung-sur-Beuvron                             | | | 47° 31′ 33″ N, 1° 46′ 43″ E |              |
|                                                              | Château de Tracy                               | Nouan-le-Fuzelier                             | | |                             |              |
| Manoir, gentilhommière · Renaissance                         | Château de Troussay                            | Cheverny                                      | Inscrit MH (2000) · Notice no PA41000021                                                                                               | XVe et XVIe siècles, XIXe siècle | 47° 29′ 29″ N, 1° 25′ 28″ E |              |
| Château fort · Ruine ou disparu                              | Château de Vendôme                             | Vendôme                                       | Classé MH (1840) · Inscrit MH (2021) · Notice no PA00098636                                                                            | XIIe et XIVe siècles | 47° 47′ 21″ N, 1° 03′ 58″ E |              |
| Château fort · Renaissance                                   | Château de la Vicomté                          | Blois                                         | | Moyen Âge |                             |              |
| Néo-classique                                                | Château de La Villette                         | Blois                                         | | | 47° 35′ 01″ N, 1° 19′ 34″ E |              |
| Manoir, gentilhommière · Style Louis XIII                    | Château de Villebourgeon                       | Neung-sur-Beuvron                             | Notice no IA00012195 « Photo », notice no AP67L06368                                                                                   | XVe et XVIIe siècles | 47° 35′ 05″ N, 1° 50′ 32″ E |              |
|                                                              | Château de Villedard                           | Yvoy-le-Marron                                | | |                             |              |
| Néo-classique                                                | Château de Villemorant                         | Neung-sur-Beuvron                             | Notice no IA00012196 | XIXe siècle | 47° 32′ 33″ N, 1° 45′ 31″ E |              |
| Renaissance                                                  | Château de Villesavin                          | Tour-en-Sologne                               | Inscrit MH (1928) · Classé MH (1952, 1959) · Notice no PA00098621 · Notice no IA00013006                                               | XVIe et XVIIe siècles, XVIIIe et XIXe siècles | 47° 32′ 47″ N, 1° 30′ 52″ E |              |